# Creu de l'Encontrella
La Creu de l'Encontrella és una obra de Lladurs (Solsonès) protegida com a Bé Cultural d'Interès Local.

## Descripció
De la creu de l'Encontrella, situada al terme de Llera, i propietat de la Confraria de la Mare de Déu del Claustre en queden escassos vestigis: una base de pedra circular amb una incisió de secció quadrangular que acollia el fust de la creu.
Està previst refer-la.